# Laxita lemonias
Laxita lemonias är en fjärilsart som beskrevs av Jacob Hübner 1807. Laxita lemonias ingår i släktet Laxita och familjen Riodinidae. Inga underarter finns listade i Catalogue of Life.